# De Nora
La Industrie De Nora è una azienda multinazionale italiana avente sede a Milano che opera nel settore dell'elettrochimica. L'azienda è il maggiore fornitore a livello globale di elettrodi per i principali processi elettrochimici industriali.

## Storia
L'azienda venne fondata nel 1923 dall'ingegnere Oronzio De Nora, creatore, fra le altre cose, dell'amuchina.
Nel 1969 l'azienda ha iniziato un processo di espansione geografica, entrando in vari mercati esteri a partire dal Giappone e seguendo con Singapore, Brasile, India, Cina e Germania, stabilendo sia filiali sia joint venture.
A partire dal 2015 l'azienda opera anche nel settore del trattamento e della filtrazione delle acque, applicando in questo campo le proprie conoscenze tecnologiche.
A dicembre 2021 è stato reso noto che l'azienda, tramite la joint venture con la tedesca Thyssenkrupp, si è aggiudicata la fornitura di impianti di elettrolisi necessari per la realizzazione del più grande impianto di produzione di idrogeno verde al mondo, nell'ambito del progetto Neom in Arabia Saudita.
Nel 2022 l'azienda si è quotata presso la Borsa Italiana.

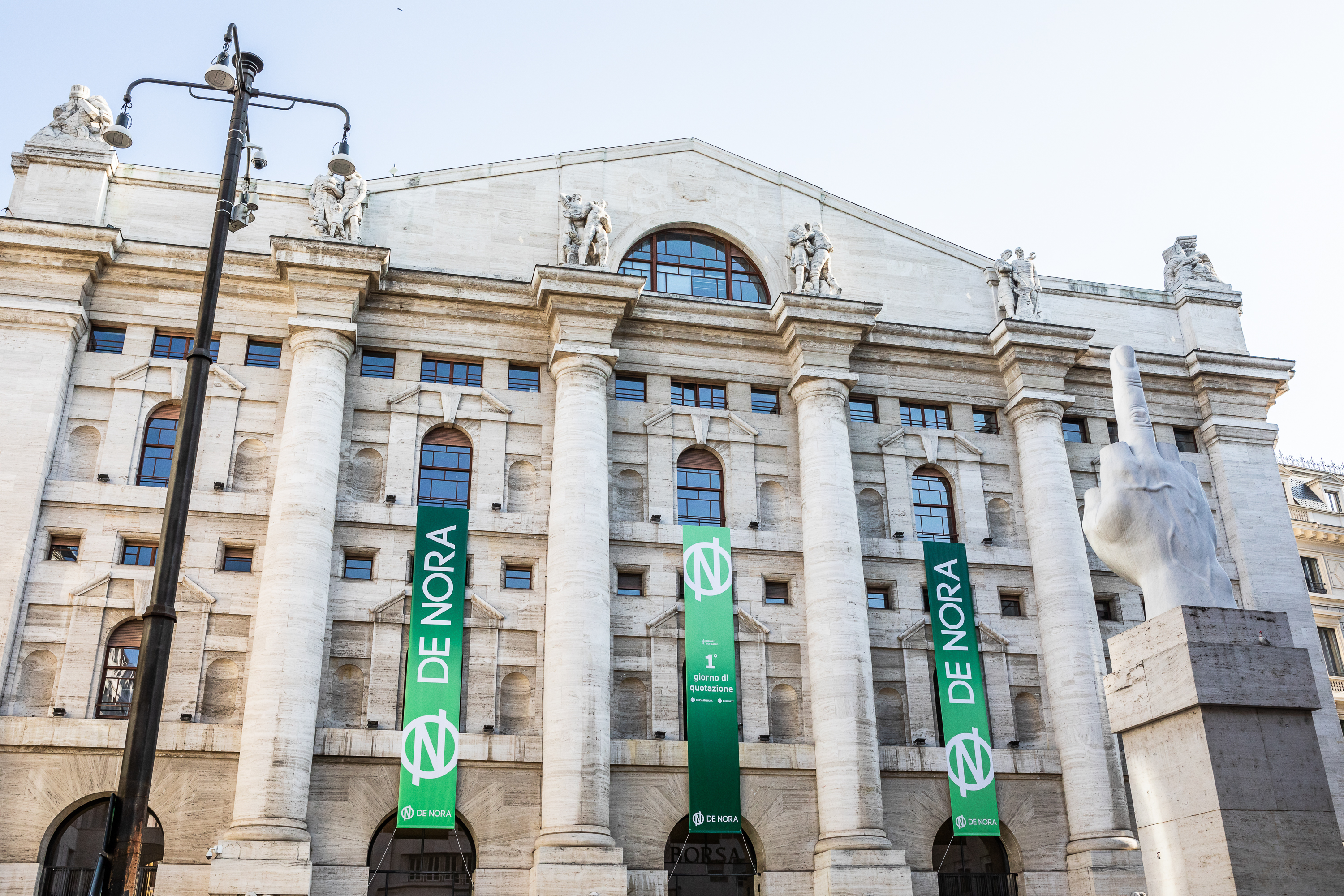
La Borsa di Milano il giorno della quotazione in borsa di De Nora

## Attività
La Industrie De Nora opera nel settore dell'elettrochimica tramite la produzione di elettrodi aventi diverse applicazioni. Queste pertengono a tre principali mercati di riferimento, vale a dire quello delle applicazioni industriali, a quello del trattamento delle acque e a quello della transizione energetica nel campo della produzione di idrogeno verde.
Con un fatturato di € 852,826 milioni e un utile netto di € 89,665 milioni (2022), l'azienda è presente in diverse geografie, quali l'Italia, la Germania, il Regno Unito, gli Stati Uniti, il Brasile, gli Emirati Arabi Uniti, l'India, la Cina, il Giappone e Singapore.